# Praça do Templo
A Praça do Templo (em inglês:  Temple Square) é uma praça de cerca de dez acres (40 000 m²) localizada em Salt Lake City, Utah. A praça pertence à Igreja de Jesus Cristo dos Santos dos Últimos Dias e tem sofrido sucessivas reformas para abrigar prédios adjacentes ao Templo de Salt Lake.
A praça foi designada, em 15 de outubro de 1966, um distrito do Registro Nacional de Lugares Históricos bem como, em 29 de janeiro de 1964, um Distrito Histórico Nacional.

## Galeria

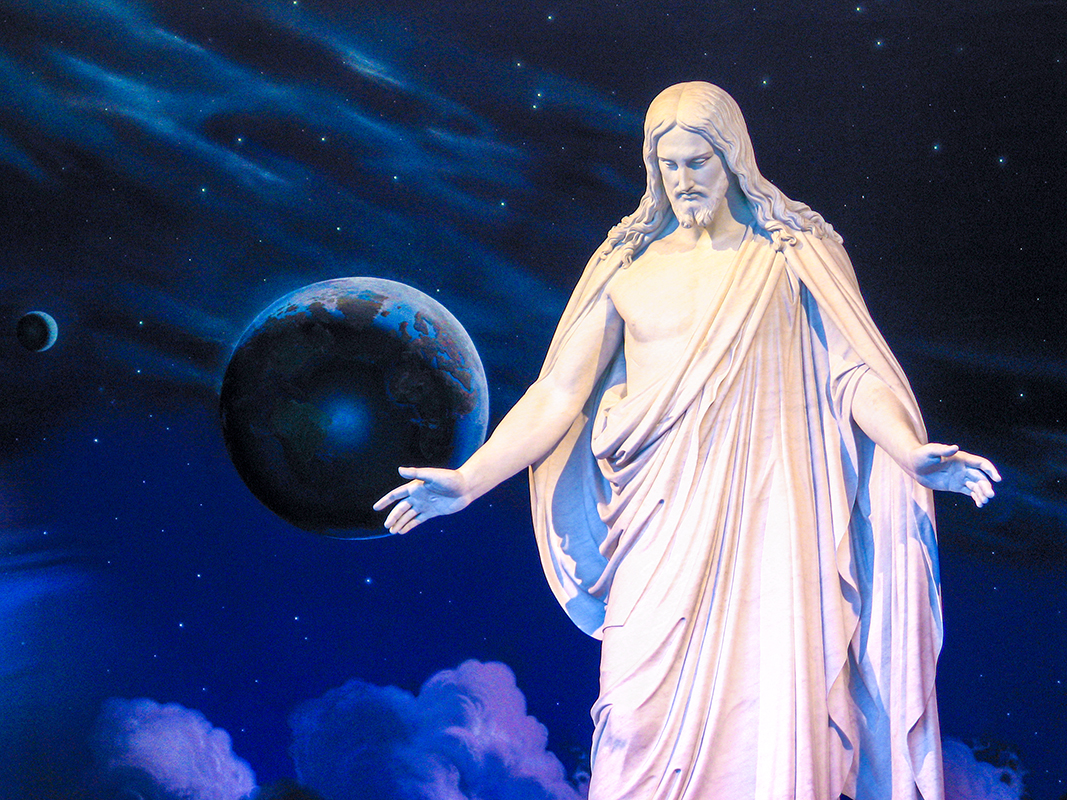
Estátua de Cristo no Centro de Visitantes Norte
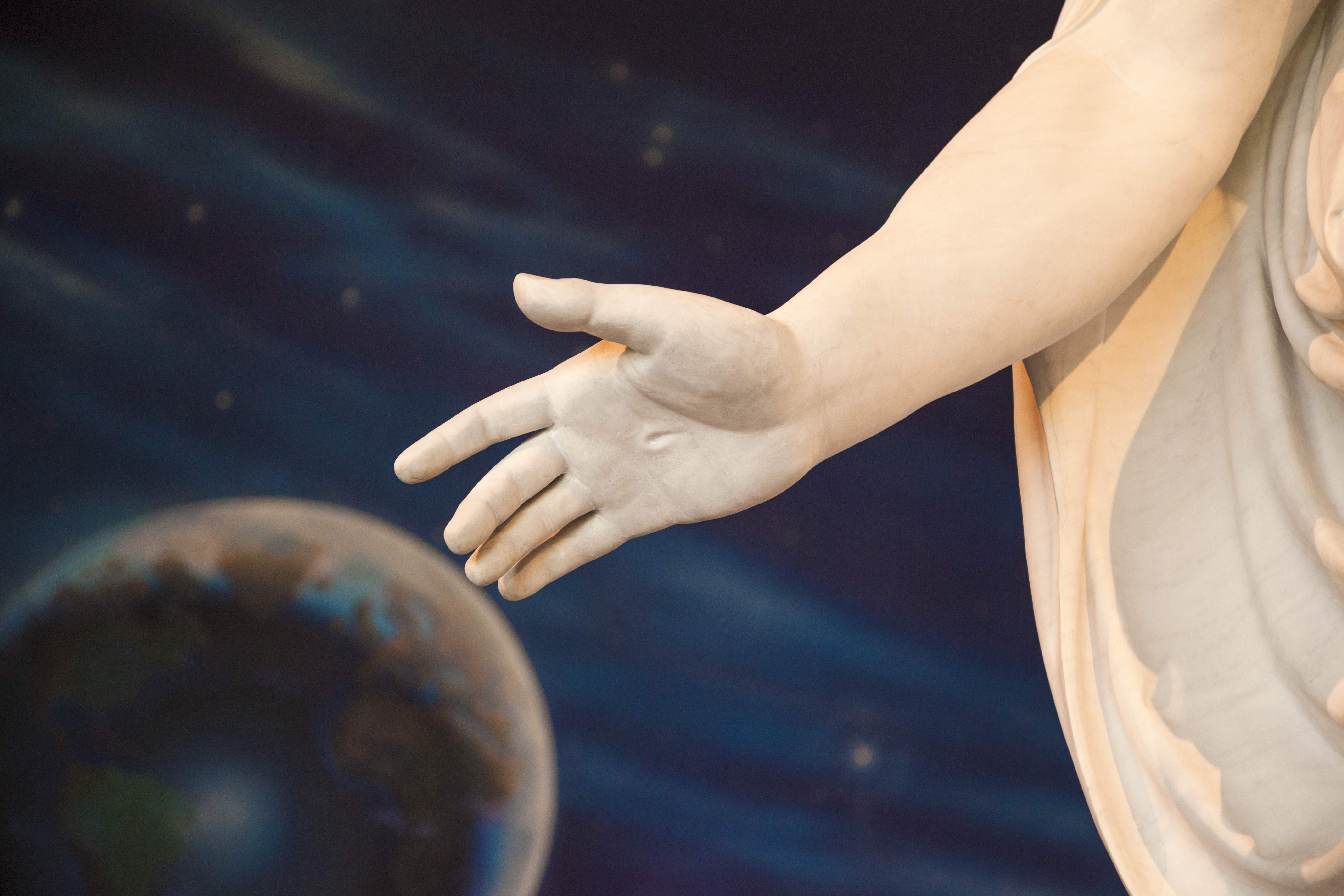
Detalhe da estátua de Cristo
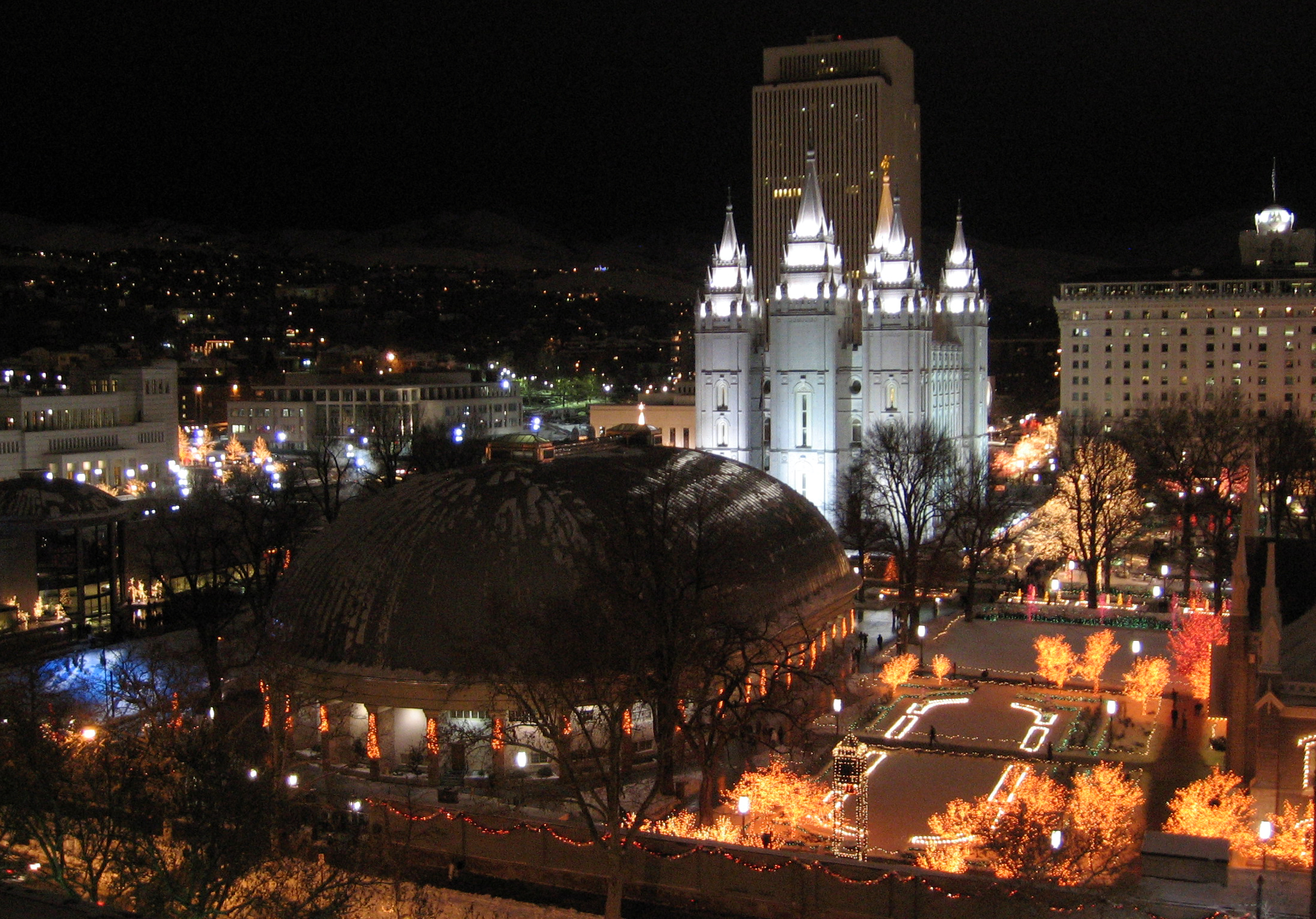
Praça do Templo durante Natal
Estátua de Joseph Smith, fundador de A Igreja de Jesus Cristo dos Santos dos Últimos DiasEstátua de Joseph Smith, fundador de A Igreja de Jesus Cristo dos Santos dos Últimos Dias
Estátua de Hyrum Smith, patriarca, apóstolo e irmão de Joseph SmithEstátua de Hyrum Smith, patriarca, apóstolo e irmão de Joseph Smith